# PEC in het seizoen 1910/11
Het seizoen 1910/1911 was het eerste jaar in het bestaan van de Zwolse voetbalclub PEC. De club kwam uit in de Tweede Klasse Oost C en nam ook deel aan het toernooi om de KNVB beker. De oorspronkelijke naam was Derde Klasse Oost, deze werd aan het begin van het seizoen veranderd.

## Wedstrijdstatistieken

### Tweede Klasse C
| Quick                                                  |                                          |                                                 |              |
|                                                        | PEC                                      | 5 – 0                                           | Quick        |
| 25 september 1910 Plaats: Zwolle Het Bleekien          |                                          | Reglementaire overwinning                       |              |
|                                                        | Quick                                    | 5 – 0                                           | PEC          |
| 19 februari 1911 Plaats: Kampen Sportpark Wijnberg     |                                          | Reglementaire overwinning, wegens te laat komen |              |
| Verwisseling                                           |                                          |                                                 |              |
|                                                        | PEC                                      | 2 – 0 (1 – 0)                                   | Verwisseling |
| 16 oktober 1910 Plaats: Zwolle Het Bleekien            | Wolff 15'                                |                                                 |              |
|                                                        | Verwisseling                             | 1 – 2 (0 – 1)                                   | PEC          |
| 18 december 1910 Plaats: Zwolle Sportpark Verwisseling |                                          |                                                 |              |
| D.G.S.                                                 |                                          |                                                 |              |
|                                                        | PEC                                      | 4 – 1 (2 – 1)                                   | D.G.S.       |
| 11 december 1910 Plaats: Zwolle Het Bleekien           | Blom 3' de Groot Nekkers 60' Nekkers 70' |                                                 | Goal         |
|                                                        | D.G.S.                                   | 1 – 1 (1 – 0)                                   | PEC          |
| 9 oktober 1910 Plaats: Deventer Sportpark D.G.S.       |                                          |                                                 |              |
| H.V.C.                                                 |                                          |                                                 |              |
|                                                        | PEC                                      | 3 – 1 (2 – 1)                                   | H.V.C.       |
| 30 oktober 1910 Plaats: Zwolle Het Bleekien            | Blom                                     |                                                 | Goal         |
|                                                        | H.V.C.                                   | 5 – 0 (0 – 0)                                   | PEC          |
| 22 januari 1911 Plaats: Amersfoort Sportpark HVC       | Nieborg Nieuborg v.d.Hazel van der Pol   |                                                 |              |
| 't Vijfde                                              |                                          |                                                 |              |
|                                                        | PEC                                      | 0 – 1 (0 – 0)                                   | 't Vijfde    |
| 27 november 1910 Plaats: Zwolle Het Bleekien           |                                          |                                                 | 60'          |
|                                                        | 't Vijfde                                | 3 – 8 (? – ?)                                   | PEC          |
| 2 oktober 1910 Plaats: Amersfoort Sportpark 't Vijfde  |                                          |                                                 |              |
| A.V.C.                                                 |                                          |                                                 |              |
|                                                        | PEC                                      | 1 – 1 (0 – 1)                                   | A.V.C.       |
| 5 februari 1911 Plaats: Zwolle Het Bleekien            | Goal                                     |                                                 | 30'          |
|                                                        | A.V.C.                                   | 0 – 0 (0 – 0)                                   | PEC          |
| 23 oktober 1910 Plaats: Apeldoorn Sportpark A.V.C.     |                                          |                                                 |              |
| V.V.O.                                                 |                                          |                                                 |              |
|                                                        | PEC                                      | 4 – 3 (2 – 2)                                   | V.V.O.       |
| 29 januari 1911 Plaats: Zwolle Het Bleekien            | 40' 60'                                  |                                                 | 15'          |
|                                                        | V.V.O.                                   | 8 – 0 (? – 0)                                   | PEC          |
| 13 november 1910 Plaats: Velp Sportpark De Pinkenberg  |                                          |                                                 |              |

### NVB beker
| 1e ronde                                    | P.E.C.        | 2 – 4 (1 – 3) | H.F.C. |
| 6 november 1910 Plaats: Zwolle Het Bleekien | Wolf Blom 60' |               | 5' 15' |

## Statistieken PEC 1910/1911

### Eindstand PEC in de Nederlandse Tweede Klasse 1910 / 1911
| Stand | Gespeeld | Gewonnen | Gelijk | Verloren | Punten | Doelpunten voor | Doelpunten tegen |
| ----- | -------- | -------- | ------ | -------- | ------ | --------------- | ---------------- |
| 3e    | 14       | 7        | 3      | 4        | 17     | 30              | 30               |

### Punten per tegenstander
|       | Quick | Verwisseling | D.G.S. | H.V.C. | 't Vijfde | A.V.C. | V.V.O. |
| ----- | ----- | ------------ | ------ | ------ | --------- | ------ | ------ |
| Thuis | 2     | 2            | 2      | 2      | 0         | 1      | 2      |
| Uit   | 0     | 2            | 1      | 0      | 2         | 1      | 0      |

### Doelpunten per tegenstander
|       | Quick | Verwisseling | D.G.S. | H.V.C. | 't Vijfde | A.V.C. | V.V.O. | Totaal |
| ----- | ----- | ------------ | ------ | ------ | --------- | ------ | ------ | ------ |
| Thuis | 5     | 2            | 4      | 3      | 0         | 1      | 4      | 19     |
| Uit   | 0     | 2            | 1      | 0      | 8         | 0      | 0      | 11     |
|       |       |              |        |        |           |        |        | 30     |